# 66-я механизированная бригада
66-я механизированная  Краснознаменная, ордена Суворова бригада — механизированная  бригада Красной армии в годы Великой Отечественной войны.
Сокращённое наименование — 66 мбр.

## Формирование и организация
Переименована 1 июля 1943 г. из 50-й механизированной бригады.
69-й танковый полк создан в конце июля 1943 г. в Московском ВО на базе 154-й танковой бригады и включен в состав 66 мбр 8 МК, из которой исключен в октябре и подчинялся непосредственно корпусу.
В октябре 1943 г. в состав бригады был включен 70-й отд. танковой полк.

## Боевой и численный состав
Бригада сформирована по штатам №№ 010/420 - 010/431:
Управление бригады (штат № 010/420)
1-й мотострелковый батальон (штат № 010/421)
2-й мотострелковый батальон (штат № 010/421)
3-й мотострелковый батальон (штат № 010/421)
Минометный батальон (штат № 010/422)
Артиллерийский дивизион (штат № 010/423)
Рота ПТР (штат № 010/424)
Рота автоматчиков (штат № 010/425)
Разведывательная рота (штат № 010/426)
Рота управления (штат № 010/427)
Рота техобеспечения (штат № 010/428)
Инженерно-минная рота (штат № 010/429)
Автомобильная рота (штат № 010/430)
Медико-санитарный взвод (штат № 010/431)
Зенитно-пулеметная рота (штат № 010/451), 
с марта 1943 69-й отдельный танковый полк (штат № 010/414), с октября 1943 - 70-й танковый полк (штат № 010/465)

## Подчинение
Периоды вхождения в состав Действующей армии:
- с 04.11.1943 по 09.04.1944 года.
- с 05.12.1944 по 09.05.1945 года

| Дата            | Фронт (округ)            | Армия             | Корпус                      | Дивизия | Бригада | Примечания |
| --------------- | ------------------------ | ----------------- | --------------------------- | ------- | ------- | ---------- |
| 01.02.1943 года | Московский военный округ |                   | 8-й механизированный корпус |         |         |            |
| 01.03.1943 года | Московский военный округ |                   | 8-й механизированный корпус |         |         |            |
| 01.04.1943 года | Московский военный округ |                   | 8-й механизированный корпус |         |         |            |
| 01.05.1943 года | Московский военный округ |                   | 8-й механизированный корпус |         |         |            |
| 01.06.1943 года | Московский военный округ |                   | 8-й механизированный корпус |         |         |            |
| 01.07.1943 года | Московский военный округ |                   | 8-й механизированный корпус |         |         |            |
| 01.08.1943 года | Московский военный округ |                   | 8-й механизированный корпус |         |         |            |
| 01.09.1943 года | Московский военный округ |                   | 8-й механизированный корпус |         |         |            |
| 01.10.1943 года | Московский военный округ |                   | 8-й механизированный корпус |         |         |            |
| 01.11.1943 года | Московский военный округ |                   | 8-й механизированный корпус |         |         |            |
| 01.12.1943 года | 2-й Украинский фронт     |                   | 8-й механизированный корпус |         |         |            |
| 01.01.1944 года | 2-й Украинский фронт     |                   | 8-й механизированный корпус |         |         |            |
| 01.02.1944 года | 2-й Украинский фронт     |                   | 8-й механизированный корпус |         |         |            |
| 01.03.1944 года | 2-й Украинский фронт     |                   | 8-й механизированный корпус |         |         |            |
| 01.04.1944 года | 2-й Украинский фронт     |                   | 8-й механизированный корпус |         |         |            |
| 01.05.1944 года | РВГК                     |                   | 8-й механизированный корпус |         |         |            |
| 01.06.1944 года | РВГК                     |                   | 8-й механизированный корпус |         |         |            |
| 01.07.1944 года | РВГК                     |                   | 8-й механизированный корпус |         |         |            |
| 01.08.1944 года | РВГК                     |                   | 8-й механизированный корпус |         |         |            |
| 01.09.1944 года |                          |                   | 8-й механизированный корпус |         |         |            |
| 01.10.1944 года | РВГК                     |                   | 8-й механизированный корпус |         |         |            |
| 01.11.1944 года | РВГК                     |                   | 8-й механизированный корпус |         |         |            |
| 01.12.1944 года | 2-й Белорусский фронт    |                   | 8-й механизированный корпус |         |         |            |
| 01.01.1945 года | 2-й Белорусский фронт    |                   | 8-й механизированный корпус |         |         |            |
| 01.02.1945 года | 2-й Белорусский фронт    | 2-я ударная армия | 8-й механизированный корпус |         |         |            |
| 01.03.1945 года | 2-й Белорусский фронт    |                   | 8-й механизированный корпус |         |         |            |
| 01.04.1945 года | 2-й Белорусский фронт    |                   | 8-й механизированный корпус |         |         |            |
| 01.05.1945 года | 2-й Белорусский фронт    |                   | 8-й механизированный корпус |         |         |            |

## Командиры

### Командиры бригады
- Мироненко Михаил Елизарович, полковник (отстранен от командования) 01.08.1943 - 02.12.1943 года. [1][2]
- Огурцов Александр Иванович, подполковник, ид, 24.11.1943 - 00.12.1943 года.[3]
- Сыроежкин Иван Васильевич, полковник (в декабре 1943 погиб в бою),на 29.12.1943 года.[4]
- Ломако Илларион Семёнович, подполковник , 21.02.1944 - 01.08.1945 года.[5][6]

### Начальники штаба бригады
- Володаев Аким Николаевич, подполковник, 00.08.1943 - 14.12.1943 года.[7]
- Хабиев Асар Савельевич, майор, 14.12.1943 - 01.08.1945 года.[8]

### Заместитель командира бригады по строевой части
- Прозоров, подполковник,на 14.12.1943
- Хасбутдинов, подполковник

## Награды и наименования
| Награда, наименование     | Документ о награждении                      | За что получена |
| ------------------------- | ------------------------------------------- | --- |
| Орден Красного Знамени    | Указ Президиума ВС СССР от 26.04.1945 года. | За образцовое выполнение заданий командования в боях с немецкими захватчиками при овладении городами Бытув и Косьцежина и проявленные при этом доблесть и мужество                                      |
| Орден Суворова II степени | Указ Президиума ВС СССР от 04.06.1945 года. | За образцовое выполнение заданий командования в боях с немецкими захватчиками при овладении городами Штральзунд, Гриммен, Деммин, Мальхин, Варен, Везенберг и проявленные при этом доблесть и мужество. |